# Noyales
Noyales és un municipi francès situat al departament de l'Aisne i a la regió dels Alts de França. L'any 2007 tenia 164 habitants.

## Demografia

### Població
El 2007 la població de fet de Noyales era de 164 persones. Hi havia 68 famílies de les quals 16 eren unipersonals (4 homes vivint sols i 12 dones vivint soles), 24 parelles sense fills i 28 parelles amb fills.
La població ha evolucionat segons el següent gràfic:
Habitants censats

### Habitatges
El 2007 hi havia 80 habitatges, 65 eren l'habitatge principal de la família, 8 eren segones residències i 7 estaven desocupats. Tots els 80 habitatges eren cases. Dels 65 habitatges principals, 52 estaven ocupats pels seus propietaris, 12 estaven llogats i ocupats pels llogaters i 1 estava cedit a títol gratuït; 4 tenien dues cambres, 14 en tenien tres, 14 en tenien quatre i 33 en tenien cinc o més. 51 habitatges disposaven pel capbaix d'una plaça de pàrquing. A 27 habitatges hi havia un automòbil i a 29 n'hi havia dos o més.

### Piràmide de població
La piràmide de població per edats i sexe el 2009 era:
| Homes | Edats   | Dones |
| ----- | ------- | ----- |
| 0     | 95 o +  | 0     |
| 0     | 90 a 94 | 0     |
| 4     | 85 a 89 | 8     |
| 0     | 80 a 84 | 0     |
| 8     | 75 a 79 | 0     |
| 4     | 70 a 74 | 4     |
| 8     | 65 a 69 | 4     |
| 0     | 60 a 64 | 4     |
| 8     | 55 a 59 | 0     |
| 8     | 50 a 54 | 8     |
| 0     | 45 a 49 | 4     |
| 4     | 40 a 44 | 0     |
| 8     | 35 a 39 | 4     |
| 4     | 30 a 34 | 12    |
| 4     | 25 a 29 | 0     |
| 4     | 20 a 24 | 0     |
| 4     | 15 a 19 | 0     |
| 4     | 10 a 14 | 4     |
| 4     | 5 a 9   | 0     |
| 4     | 0 a 4   | 0     |

## Economia
El 2007 la població en edat de treballar era de 110 persones, 72 eren actives i 38 eren inactives. De les 72 persones actives 59 estaven ocupades (35 homes i 24 dones) i 13 estaven aturades (7 homes i 6 dones). De les 38 persones inactives 13 estaven jubilades, 10 estaven estudiant i 15 estaven classificades com a «altres inactius».

### Ingressos
El 2009 a Noyales hi havia 71 unitats fiscals que integraven 172,5 persones, la mediana anual d'ingressos fiscals per persona era de 16.216 €.

### Activitats econòmiques
Dels 4 establiments que hi havia el 2007, 2 eren d'empreses extractives, 1 d'una empresa d'hostatgeria i restauració i 1 d'una empresa classificada com a «altres activitats de serveis».
L'any 2000 a Noyales hi havia 5 explotacions agrícoles.

## Poblacions més properes
El següent diagrama mostra les poblacions més properes.